# Episodi di Kin'iro no corda
Questa è la lista completa degli episodi della serie animata Kin'iro no corda, basata sull'omonimo manga scritto e disegnato da Yuki Kure, conosciuto in Italia come La corda d'oro e adattamento a sua volta di un videogioco. La serie è composta da tre stagioni, la prima intitolata Kin'iro no corda ~primo passo~ composta da 25 episodi andati in onda nel 2006-07 più un OAV, la seconda di soli due episodi trasmessi nel 2009, intitolata Kin'iro no corda ~secondo passo~, e la terza di 12 episodi trasmessi nel 2014, intitolata Kin'iro no corda Blue♪Sky.
La storia parla d'una ragazza di liceo, Kahoko, a cui viene donato da un folletto della musica un magico violino: con questo ella si trova a partecipar ad un concorso musicale indetto dalla scuola che frequenta.

## Lista episodi

### ~Primo Passo~
| Nº                         | Titolo italiano (traduzione letterale) Giapponese 「Kanji」 - Rōmaji | In onda           | In onda |
| Nº                         | Titolo italiano (traduzione letterale) Giapponese 「Kanji」 - Rōmaji | Giapponese        |         |
| ~Primo Passo~ (26 episodi) | |                   |         |
| 1                          | Un preludio improbabile 「ありえないプレリュード」 - Arienai PRELUDE | 1º ottobre 2006   |         |
| 1                          | Kahoko sente e vede, unica all'interno della Seiso Academy, il folletto della musica chiamato Lili; questi, incontratala davanti alla grande statua che lo rappresenta all'ingresso della scuola, l'ha scelta per farla partecipare al concorso musicale che sta per esser indetto. Pertanto Lili dona a Kahoko un violino dotato d'una corda dorata che le permetterà di suonare da professionista; la ragazza deve metterci solo tutto il proprio sentimento, passione ed amore sincero. Intanto un gruppetto di studentesse invidiose prende di mira l'introversa Shoko, dopo aver saputo che questa è stata scelta per partecipar al concorso a fianco degli altri ammirati senpai. Kahoko non esita un attimo a prender le parti della ragazza, attirandosi così anche altre accuse su di lei: la sfidano a dimostrar quel che sa fare col violino, tempo una settimana e Kahoko, seppur ancor abbastanza insicura di sé, accetta. Infine Ryotaro incontra casualmente Kahoko lungo le scale mentre questa sta sbadatamente inciampando e l'afferra appena in tempo. |                   |         |
| 2                          | Il difficile futuro della Gavotte 「前途多難なガヴォット」 - Zento tanan na GAVOTTE | 8 ottobre 2006    |         |
| 2                          | Ren è uno studente del 2º anno di grande talento figlio di musicisti professionisti; serio e distaccato, ha un fare altezzoso e presuntuoso con tutti; egli è sprezzante nei confronti di Kahoko e Ryotaro, il quale ha abbandonato da tempo lo studio del pianoforte per far parte del club sportivo di calcio. Quando Kahoko sente Ren suonare il violino ne rimane fortemente colpita, quasi fino alla commozione, e non può far a meno di lodarne le gran doti; ma il ragazzo però ne respinge i complimenti con alterigia. La ragazza però, riuscendo a ricordar i sentimenti sgorgati dal profondo del suo cuore mentre ascoltava Ren, diventa capace di ripeterne i suoni utilizzando il magico violino: il pezzo, la informa Lili, è nientemeno che la celebre Ellens dritter Gesang-Ave Maria composta da Schubert. In seguito Kahoko incontra anche un altro dei futuri partecipanti al concorso, il simpatico ed amichevole studente del 3º anno Kazuki, che si è recato sul tetto per esercitarsi col proprio strumento, la tromba: qui lo ascolta mentre suona un pezzo denominato Gavotta con cui sta facendo pratica. Ma appena il ragazzo s'accorge di esser ascoltato da Kahoko non riesce più a concentrarsi al meglio. |                   |         |
| 3                          | L'Anonimo Chopin 「匿名希望のショパン」 - Tokumei kibou no Chopin | 15 ottobre 2006   |         |
| 3                          | Dopo che Kahoko ha accettato di partecipare al concorso, Lili si premura d'aiutarla con validi consigli. Lungo il corridoio Ren, ch'è stato messo minacciosamente in un angolo da un gruppo di studenti suoi rivali, viene salvato da Kahoko; ma la ragazza si ferisce accidentalmente le dita con alcune schegge da un vaso rotto. Ren si dimostra preoccupato, ma solo perché questo potrebbe influenzare la complessiva qualità delle performance musicali dei partecipanti: le consiglia pertanto caldamente di star più attenta alle sue dita la prossima volta. In seguito Ryotaro e Ren hanno un acceso diverbio davanti ad una perplessa Kahoko; Ren, rivolgendosi ad entrambi li informa sdegnosamente che gli studenti del corso regolare non dovrebbero neanche permettersi di entrar nell'ala riservata al conservatorio, non hanno inoltre alcun diritto di dire alcunché nei riguardi della musica. Poi Kahoko viene informata d'aver bisogno d'un accompagnatore durante l'esecuzione del brano da lei scelto per la 1ª selezione. Casualmente accade che la ragazza scopra, all'interno d'un negozio che vende strumenti musicali, Ryotaro suonare meravigliosamente un brano di Chopin al piano: quando s'accorge d'esser stato scoperto il giovane si fa solennemente promettere a Kahoko di non rivelar il suo segreto ad alcuno. La ricerca d'un accompagnatore intanto si rivela alquanto difficoltosa, essendo lei una studentessa del corso regolare e la proposta dell'affabile Azuma di chieder ad una delle sue fans non esalta particolarmente Kahoko. Infine un'altra ragazza del conservatorio si offre di farle da accompagnatrice al pianoforte. |                   |         |
| 4                          | Il Valzer del Cuore Perplesso 「迷い心のワルツ」 - Mayoigokoro no WALTZ | 22 ottobre 2006   |         |
| 4                          | Kahoko, terminate le esercitazioni giornaliere col violino a scuola, si reca al negozio di strumenti musicali e qui l'anziano gestore si offre di mostrarle una videoregistrazione di Ryotaro da bambino mentre si sta esibendo al piano: stupita dalla meravigliosa melodia che riesce a far uscire dallo strumento rimane sopraffatta dall'emozione. Subito si lamenta per il fatto che, in qualità di violinista non ha la possibilità di suonare Chopin; allora l'uomo si mette a cercar qualche spartito del grande maestro polacco adattato per il violino, ne trova uno e glielo consegna. Kahoko ha deciso che proprio in un brano di Chopin consisterà la sua prima esibizione. Incontrato più tardi Ryotaro, la ragazza lo convince a suonare per lei: ma quando gli racconta d'aver veduto quel vecchio video di lui bambino sul palco che suona - descrivendole i sentimenti che ha provato ed il proprio rammarico ch'egli non s'esibisca più in pubblico - Ryotaro rimane fortemente turbato, tanto da prenderla (pur rammaricandosene immediatamente dopo) a male parole. |                   |         |
| 5                          | Il Vibrato a piedi nudi 「裸足のヴィブラート」 - Hadashi no VIBRATO | 29 ottobre 2006   |         |
| 5                          | Giunge finalmente il giorno della prima selezione e Lili fa dono a Kahoko un meraviglioso vestito, come richiede l'esibizione dei concorrenti davanti alla giuria ufficiale dell'accademia; grazie all'aiuto della magia del folletto l'abito bianco fino al ginocchio è presto indossato. Ma poco prima dell'attesa performance della violinista in erba, colei che doveva far da accompagnatrice di Kahoko scompare; dopo averla trovata la giovane rivela esser fortemente critica verso la mancanza d'impegno nella pratica musicale dimostrata fino ad allora da Kahoko. Inaspettatamente però giunge anche Ren che difende le buone intenzioni di Kahoko; dopo di che l'altra ragazza fugge via piangente. Iniziata così l'esibizione da sola, dopo poche note viene interrotta in quanto priva d'accompagnamento; allora Ryotaro all'ultimo momento entra in scena in aiuto dell'amica e si offre di fargli lui da accompagnatore al piano; finalmente Kahoko può così, senza ulteriori intoppi, suonareTristesse - o 'canzone d'addio' - di Chopin. Ella sente, dal profondo del suo cuore, che quel momento non sarà per lei una fine bensì un inizio; Ryotaro finisce con l'esser ammirato e sorpreso per il suo modo partecipe di suonare. Tutti, pubblico e giudici di gara, commentano positivamente avendo osservato il modo gioioso e vibrante con cui Kahoko ha interpretato il pezzo, rimanendo quasi sopraffatti dall'emozione. Dopo di lei ad esibirsi sarà Ren con un brano di Wieniawski, col quale ottiene il primo posto in classifica: Kahoko a causa dell'incidente invece deve accettare di piazzarsi all'ultimo gradino. |                   |         |
| 6                          | La Polka Ansiosa 「胸騒ぎのポルカ」 - Mune sawagi no POLKA | 5 novembre 2006]  |         |
| 6                          | Conclusasi la 1° selezione Ryotaro apprende d'esser d'ufficio stato aggiunto ai concorrenti in gara, d'ora in poi anch'egli dovrà esibirsi; i sette partecipanti assieme a Kanazawa-sensei sono quindi ospiti nella villa di famiglia di Shoko per 4 giorni, durante i quali s'eserciteranno in riva al mare. Qui Kahoko e Ryotaro hanno il loro primo benevolo incontro come 'avversari' al concorso. Dopo aver dovuto condividere forzosamente la medesima stanza durante la loro prima notte in villa, Ren e Ryotaro chiedono ed ottengono d'essere spostati: Ren finisce quindi con Azuma mentre Ryotaro può condivider la camera con Kazuki e Keiichi. In quest'occasione Kazuki dimostra per la 1ª volta d'aver una cotta nei confronti di Kahoko, anche a causa d'un incidente in cui lei inciampando gli cade sopra. Il simpatico trombettista pensa alle ragazze in una maniera oltremodo romantica, "calorose come il sole e simili alle farfalle"; ma venuto a sapere del fatto Ryotaro sembra risultar quantomai irritato. |                   |         |
| 7                          | Il duetto segreto 「秘めやかなデュエット」 - Himeyaka na DUET | 12 novembre 2006  |         |
| 7                          | Kanazawa-sensei chiede a Kahoko d'accompagnarlo a far spese, lasciando gli altri a casa a cavarsela da soli, ma per i quali c'è già il pranzo pronto, basta soltanto scaldarlo in forno: l'ovvio risultato è che Ren brucia tutto, costringendo Ryotaro a mettersi ai fornelli. Quella sera stessa però Kahoko e Ren si trovano a far un duetto coi rispettivi violini, lei in giardino e lui sul terrazzo. Tornati tutti a scuola Ren comincia ad esser assediato da Nami alla costante ricerca di un'intervista per il giornale scolastico; durante la fuga il giovane si scontra proprio con Kahoko che ha appena terminato gli esercizi giornalieri. La ragazza si rende presto conto che Ren è febbricitante; Kahoko vorrebbe subito andar a chieder aiuto in infermeria ma viene fermata: lui però, appoggiato al muro già quasi incosciente, finisce per cedere e con l'abbandonar completamente il capo sulla spalla di lei. |                   |         |
| 8                          | Il Canone Del Cuore Sfinito 「こころ紡ぐカノン」 - Kokoro tsumugu CANON | 19 novembre 2006  |         |
| 8                          | La seconda selezione si sta avvicinando e Kahoko non ha ancora scelto il brano da portare; avendo iniziato ad esercitarsi assiduamente ogni giorno - con l'intento di far pratica ogni volta che ne abbia la possibilità - porta Kahoko ad allontanarsi impercettibilmente da Mio e Nao. In seguito a casa la ragazza si trova proprio a rompere accidentalmente il carillon che gli era astato regalato dalle sue due più care amiche per il proprio compleanno; questi suonava un pezzo del Canone di Pachelbel Dopo esser stata aiutata dall'affabile Kazuki a riparare il carillon ed essersi riconciliata con le amiche, Kahoko decide di provar a suonare proprio quel brano per l'esibizione prossima ventura. |                   |         |
| 9                          | Un Concerto Sereno 「安らぎのコンチェルト」 - Yasuragi no CONCERTO | 26 novembre 2006  |         |
| 9                          | Kahoko si trova in un momento di leggero sconforto, teme difatti che le capacità acquisite sinora non siano ancora abbastanza di buon livello; Ryotaro si trova a doverla confortare ed incoraggiar, consigliandole di andar ad esercitarsi per strada davanti alla gente così da acquisir la necessaria sicurezza di sé. Il giorno seguente la ragazza cerca un posto adatto all'aperto, ma incontra sia Nami che Shoko: la giornalista in erba vuole aiutar entrambe a scegliersi gli abiti da indossar per prossima selezione e le trascina per negozi. Infine, mentre sta andando a casa Kahoko incontra anche Minami, il proprietario del negozio di strumenti musicali in cui aveva sentito per la prima volta suonare Ryotaro; l'uomo le parla d'un concerto e la ragazza decide d'andar ad assistervi. Qui trova anche Keiichi tra gli spettatori, finendo così per passar la serata assieme. Alla fine, dietro le quinte, dove sono andati a congratularsi con gli esecutori, Kahoko suona per loro l'Ave Maria di Shubert. |                   |         |
| 10                         | Il Virtuoso sostenuto 「孤高のヴィルトゥオーソ」 - Kokou no VIRTUOSO | 3 dicembre 2006   |         |
| 10                         | Incomincia la 2° selezione; per attendere il proprio turno Ren si allontana verso la sala d'attesa; ma non vedendolo più tornare, preoccupati, Kahoko, Ryotaro e Kazuki corrono a cercarlo. Kahoko alla fine lo trova rinchiuso a chiave dentro un grande armadio a muro e dopo un po' riesce a liberarlo; purtroppo le esibizioni son già terminate e tutti s'apprestano già ad uscire dall'auditorium con Ren squalificato. Il ragazzo è stato aggredito alle spalle e colpito da qualcuno che lui non ha veduto nel tentativo, riuscito, di fargli saltare la selezione. Quando non è rimasto oramai più nessuno la madre di Ren lo ascolta di nascosto suonare in sala in un modo così tranquillo e rilassato, che non aveva mai udito prima. |                   |         |
| 11                         | L'Adagio Bianco e Nero 「白と黒のアダージョ」 - Shiro to kuro no ADAGIO | 10 dicembre 2006  |         |
| 11                         | Kahoko si sente un po' in colpa per esser riuscita ad ottener il 2º posto con l'aiuto del violino magico, invece di usar ed esprimere al massimo i propri talenti naturali. Kazuki chiede alla ragazza e al compagno Azuma d'accompagnarlo per negozi alla ricerca d'un regalo di compleanno per il fratello maggiore; terminato lo shopping seduti nei pressi del porto il trombettista racconta alla curiosa Kahoko come lui ed Azuma si sono incontrati per la prima volta e rivela inoltre che finito il liceo egli frequenterà l'università di musicologia, mentre l'amico è già destinato ad abbandonare la musica per entrar nel mondo paterno del business. Il giorno seguente Kahoko si dirige come al solito sul tetto per esercitarsi, sperando in tal modo di affogar il proprio senso di colpa il quale gli sta dicendo che sta ingannando il prossimo; vi trova però già Azuma impegnato al flauto. Dopo un breve scambio di convenevoli il ragazzo comincia stranamente a diventar ostile chiamando Kahoko con l'appellativo di fastidiosa ed irritante. |                   |         |
| 12                         | Il Pianissimo Colpevole 「後ろめたさのピアニッシモ」 - Ushirometasa no PIANISSIMO | 17 dicembre 2006  |         |
| 12                         | Azuma continua ad insultare Kahoko, dicendo ch'è meglio per lei se abbandona il prima possibile il concorso. Il giorno seguente la ragazza prova a raccontar alle amiche la sorprendente personalità negativa che caratterizza Yunoki-senpai, ma non vi riesce ché è considerato da tutti una perfezione di gentilezza. Mentre per le scale prova a confidarsi anche con la giovane giornalista della scuola viene sorpresa proprio da Azuma; spaventata scivola e si fa un livido al ginocchio. Trascinata per mano in infermeria proprio dal flautista che finge un volto sorridente, Kahoko le dice un po' esitante che ha deciso di non ritirarsi, dopo di che il ragazzo la spinge sul letto e la minaccia addirittura di violenza. La giovane comincia a questo punto a rendersi conto di non aver altra scelta, in quanto lei stessa comprende perfettamente che nessuno crederà mai a lei se dovesse dire qualcosa contro il perfetto studente di musica. Abbattuta per il fatto di star lei stessa ingannando tutti, decide anche di saltare di punto in bianco le esercitazioni giornaliere. All'uscita di scuola incontra Kazuki, il quale subito invita sia lei che Azuma alla riunione dei membri del proprio club orchestrale; dopo aver ascoltato dire che per imparar un pezzo alla perfezione occorre anche un anno intero d'intensa pratica, non ce la fa più a sopportar la situazione in cui è caduta e scappa fuori. Poco dopo incontra il maestro Shinobu il quale riesce a confortarla. |                   |         |
| 13                         | La melodia insostituibile 「かけがえのなきメロディ」 - Kakegae no naki MELODY | 24 dicembre 2006  |         |
| 13                         | Kahoko riprende un po' alla volta gli esercizi col violino; ma vi s'immerge talmente che il buon Lili è costretto ad intervenire: gli toglie difatti temporaneamente il violino per un controllo ed 'aggiornarne' la magia, avvisandola nel contempo che non dovrebbe trascurare di riposarsi. Kahoko ricomincia così nel frattempo ad uscir con le amiche, rendendosi però molto presto conto di quanto le manchi lo strumento. Riuniti tutti nel gran salone di musica ricevono il tema per la 3ª selezione, che è: "la cosa insostituibile". Subito dopo Kahoko s'affretta in direzione del giardino per trovar Lili, ma questi non si fa vedere; incontra invece lungo la strada Ryotaro e Ren immersi in un'accesa discussione. In seguito Ren aiuta a correggere la posizione della mano di Kahoko al violino e gli dà buoni consigli, come il guardarsi allo specchio per imparare ad aver una buona posizione con tutto il corpo. Appena giunta a casa la madre a far una commissione, deve andar a consegnar qualcosa alla sorella maggiore; al ritorno scorge su una verina di un museo il manifesto riguardante la storia degli strumenti a corda. Entrata per visitar la mostra v'incontra Keiichi e, grazie a lui, si rende chiaramente conto per la prima volta d'una gran verità: lei davvero ama il violino! Ed ecco che,orgoglioso del fatto che finalmente ha capito, Lili gli restituisce lo strumento magico. Il giorno seguente però, agli esami scolastici ottiene un risultato davvero abbastanza mediocre; Azuma interviene cominciando a prenderla in giro e finendo per chiamarla col nome di battesimo, fatto questo indicante una forte intimità. |                   |         |
| 14                         | Il capriccio di un cuore di ragazza 「乙女心のカプリチオ」 - Otomegokoro no CAPRICCIO | 7 gennaio 2007    |         |
| 14                         | Kazuki, che ha ascoltato frammenti del dialogo svoltosi sottovoce tra Kahoko ed Azuma, comincia a credere che i due siano fidanzati; Azuma non sembra preoccuparsi molto di chiarir il malinteso, anzi lo lascia crescere chiedendo espressamente a Kahoko di far la parte della propria ragazza davanti ad una certa Ayano, giovane innamorata di lui ma non corrisposta, che deve venir a trovarlo a casa. Nel frattempo Kazuki ha detto a tutti gli amici nell'atrio quel che ha sentito, decidendo assieme di andar a far visita alla residenza Yunoki. A casa del senpai Kahoko ne incontra la sorella minore, Miyabi, una bella e simpatica ragazza. Poco dopo giunge Ayano, una giovane che frequenta il 1º anno delle superiori, la quale subito afferma che non le importa se ci sia qualcun altro nel cuore di Azuma, anche fosse così lei rimarrebbe sempre pronta a sposarlo e starle accanto per il resto dei suoi giorni. Kazuki e gli altri ragazzi, giunti anche loro, debbono quasi subito nascondersi dentro un armadio a causa del ritorno improvviso della terribile nonna di Azuma, un'anziana signora molto severa che, appena scoperti, ingiunge loro immediatamente d'andarsene. Più tardi, dopo esser usciti tutti, Kahoko confessa ad Ayano che il rapporto tra lei ed Azuma è tutto una bugia. Infine Ryotaro incontra per la strada la sua ex fidanzata Mizue la quale, vista Kahoko tra l'ex e Ren pensa subito debba esser la fidanzata d'uno dei due. |                   |         |
| 15                         | L'Aria del Cuore che Batte Veloce 「高鳴る胸のアリア」 - Takanaru mune no ARIA | 14 gennaio 2007   |         |
| 15                         | Nella sala delle conferenze, per la riunione in preparazione della 3ª selezione del concorso, Nami e Manami si ritrovano a parlar delle loro impressioni nei riguardi dei concorrenti maschi, mentre Kahoko e Shoko stanno ad ascoltarle; non sanno però che i ragazzi stanno origliando la loro conversazione. Il giorno seguente, non potendo praticare a casa, Kahoko si dirige verso il parco alla ricerca d'un posticino tranquillo; scorge così Kazuki giocare a basket col fratello maggiore ed altri amici, ma poco dopo tutti se ne vanno e Kahoko e Kazuki rimangono da soli. Incontratisi casualmente poi con Ryotaro e Mizue s'uniscono a loro; mentre i due ragazzi cominciano una partita a basket Mizue si mette a raccontar a Kahoko della sua storia con Ryotaro e dei buoni rapporti che ha continuato a mantenere con lui anche dopo essersi lasciati. A seguito d'un piccolo incidente in cui Kazuki si ferisce Kahoko accorre a medicarlo; mentre Mizue chiede a Ryotaro di poterla accompagnar verso casa Kazuki si rende sempre più chiaramente conto di provar dei forti sentimenti nei confronti di Kahoko. |                   |         |
| 16                         | Il violino bugiardo 「うそつきなヴァイオリン」 - Usotsuki na VIOLIN | 21 gennaio 2007   |         |
| 16                         | Il maestro Osaki chiede ai partecipanti al concorso di venir ad aiutarlo un giorno nella sua classe, dove i bambini stanno imparando a suonar il violino; dopo aver ascoltato con estrema attenzione un'esibizione in quartetto di Kahoko, Ren, Kazuki e Keiichi, tutti iniziano ad esercitarsi: Kahoko dentro sé si sente ancora in colpa per continuar ad ingannar gli altri utilizzando la magia del violino di Lili. Terminata la lezione coi bimbi Kahoko in sala prove prova ad usare un violino normale ed il risultato è davvero terribile. In quel momento entra Ren a chiedere spiegazioni sul perché del fatto stia suonando così male; lei allora scappa fuori tutta confusa e piangente. Più tardi i due hanno un faccia a faccia ed il ragazzo finisce col dirle che vi sono molte cose di lei che ancora non riesce perfettamente a capire. |                   |         |
| 17                         | L'impaziente crescendo 「焦燥のクレッシェンド」 - Shousou no CRESCENDO | 28 gennaio 2007   |         |
| 17                         | Kahoko è rimasta davvero profondamente colpita dalle parole che gli ha detto Ren; ma sembra presto che anche gli altri siano rimasti sorpresi e preoccupati dal rapporto problematico che pare aver a volte Kahoko col violino. Intanto ha inizio la 3° selezione e la ragazza rimane fortemente colpita dalle loro prestazioni; dopo aver ascoltato a bocca aperta Ryotaro e Ren si rende conto che lei non potrà mai arrivar ai loro livelli di bravura. Desiderando fortemente aver un buon risultato Kahoko si trova a forzar talmente le corde del violino tanto da farle rompere. |                   |         |
| 18                         | La partita del cuore infranto 「傷心のパルティータ」 - Shoushin no PARTITA | 4 febbraio 2007   |         |
| 18                         | Azuma è l'ultimo ad esibirsi; in qualche modo sembra sia stato influenzato non proprio positivamente da quel ch'è appena accaduto - seppur mostrando indifferenza -, la sua performance pare infatti, come quelle degli altri, risentir di qualche incertezza. Giunto a casa la nonna gli dice ch'è stato stabilito se ne vada a concluder gli studi di formazione all'estero. Intanto nella sala d'attesa dell'auditorium ove s' rifugiata Kahoko cerca disperatamente di riparare il violino magico appena rotto, ma non vi riesce. Dal giorno seguente la ragazza ricomincia a viver l'esistenza quotidiana che aveva prima dell'inizio del concorso e dell'apparizione di Lili: ha deciso con se stessa di non poter più continuar a suonare in questa maniera fasulla e che non ha il diritto d'amar la musica. Ryotaro la affronta ma non riesce a convincerla di tornar sui suoi passi, viene informato pertanto che si sta per ritirar dal concorso: passando davanti al campo da calcio poi, il ragazzo viene avvisato dal capitano della squadra che deve oramai scegliere se decidere di continuare con loro oppure dedicarsi interamente al piano. Nel primo caso dovrà ritirarsi dal concorso, nel secondo non tornar più al club sportivo. |                   |         |
| 19                         | Il Pavane del cuor perduto 「失くした心のパヴァーヌ」 - Nakushita kokoro no PAVAN | 11 febbraio 2007  |         |
| 19                         | Azuma va ad avvisar Kanazawa-sensei che si ritirerà dal concorso perché ha intenzione di trasferirsi per motivi di studio in Inghilterra; subito la voce inizia a diffondersi per tutto il dipartimento musicale e Kazuki è costernato di aver saputo la notizia un tal modo e non dalla viva voce di Azuma. Anche Kahoko affronterà il ragazzo su questo argomento. Il giorno seguente Keiichi cerca l'amica in sala prove, ma vi trova invece Ren, al quale racconta il suo desiderio di sentir suonare Kahoko; saputo che la ragazza sta per abbandonare il concorso, Ren ha uno scambio a quattrocchi con ella: si trova così a raccontargli quando ancora molto giovane aveva quasi rischiato di perder per sempre la capacità di suonar il violino. Infine le chiede chiaramente se a lei non piaccia continuar a suonarlo: Kahoko non può trattenersi e scoppia in lacrime. |                   |         |
| 20                         | Un Rondò color lacrima 「涙色のロンド」 - Namidairo no RONDO | 18 febbraio 2007  |         |
| 20                         | Kahoko cerca di restituir il violino magico a Lili,. ma un gatto interferisce impedendoglielo. Sulla strada di casa incontra Keiichi il quale, dopo avergli suonato un pezzo le chiede di far altrettanto; lei però si rifiuta e corre via piangendo. Incontra in seguito il maestro Osaki; mentre salgono assieme sulla ruota panoramica lui le esprime il proprio punto di vista nei confronti della musica. Il giorno seguente Kahoko porta di nuovo il violino a scuola e, dentro la sua custodia, lo abbandona in mezzo al giardino dove è sempre apparso Lili; ascoltando però Ren suonare il brano dell'Ave Maria le tornano via via alla mente tutte le esperienze che ha fatto finora grazie al magico violino: decide quindi in un sussulto che non vuol esserne separata ma, anzi, continuar a suonarlo. A questo punto Lili ricompare più felice che mai; la avvisa però che, anche con le corde sostituite, non sarà più un violino magico bensì un normalissimo strumento come tutti gli altri. |                   |         |
| 21                         | Un'altra volta, Andante 「もう一度、アンダンテ」 - Mou ichido, ANDANTE | 25 febbraio 2007] |         |
| 21                         | Kahoko va a chiedere a Ren come fare per riaccordare il proprio violino; lui la conduce allora dal signor Nakata, un artigiano esperto: questi rimane fortemente sorpreso di non vedere alcuna etichetta col nome del costruttore sullo strumento, pur essendo di gran qualità. Si dirigono poi al negozio di strumenti Manami a comprar una nuova corda; lì v'incontrano Ryotaro tutto intento a suonare il pianoforte. Dopo averlo aggiustato Ryotaro aiuta l'amica ad accordar lo strumento, ed il giorno seguente Kahoko può finalmente riprendere ad esercitarsi; mentre il ragazzo decide di lasciare il calcio per continuar a partecipare al concorso: infine ringrazia sentitamente Kahoko per averlo aiutato a riprendere a suonare in pubblico. |                   |         |
| 22                         | Una Fanfara solo per te 「君のためのファンファーレ」 - Kimi no tame no FANFARE | 4 marzo 2007      |         |
| 22                         | Senza l'apporto dato dal tocco magico di Lili, il suono che esce dal violino di Kahoko risulta veramente scadente, da principiante; lei però cerca sempre di dare il meglio di sé e continua imperterrita nella pratica. Kazuki, fortemente colpito da ciò che sta accadendo alla ragazza, cerca di rincuorarla: le racconta così di quando ha smesso di fare atletica leggera per dedicarsi interamente alla tromba. A causa delle severe critiche che cominciano a piovere su Kahoko da parte di altre studentesse, le amiche continuano fortemente a sostenerla tirandole su il morale; mentre sta per tornare a casa incontra Azuma al cancello il quale senza troppi complimenti la fa entrare in macchina e la porta a cena. Vuole passare con lei l'ultima serata prima della partenza per l'Europa. |                   |         |
| 23                         | La nostra cadenza 「俺たちのカデンツァ」 - Oretachi no CADENZA | 11 marzo 2007     |         |
| 23                         | Viene deciso che il tema per la selezione finale sarà ad 'impostazione libera'. Dopo le lezioni Kahoko si trova assieme a Nami per aiutarla a far ordine nella stanza del club di fotografia; da uno scaffale dell'armadio improvvisamente cade su di loro una scatola piena di vecchie cianfrusaglie tra cui, però, le ragazze trovano una cassettina contenente un nastro. Inseritolo nel registratore ne esce la voce d'un misterioso cantante d'opera. Subito dopo Kanazawa-sensei irrompe nella stanza portandosi via il nastro e facendosi prometter di non dir nulla ad anima viva. A casa di Ren il giovane, dopo molte titubanze accetta l'offerta fattagli dalla madre di partecipar assieme ad un concerto di beneficenza. Il giorno seguente Kahoko si reca al negozio Manami per comprare un diapason e vede Ryotaro esercitarsi; poco dopo giungono anche Kazuki e Ren ed il trombettista ricorda che fu proprio davanti a questo negozio che decise di lasciar la squadra di atletica per unirsi alla banda di ottoni. Dopo esser entrati il proprietario mostra a tutti un video in cui Ren, quand'era ancora un bambino delle elementari, suona il piano: fu proprio quest'esibizione a spinger Ryotaro a partecipar ad un concorso scolastico. Sulla strada di casa incontrano il maestro Osaki che, assieme ai suoi piccoli allievi, distribuiscono volantini per un concerto di volontariato: Kazuki e Ryotaro si mettono allora a suonare in duetto per ottener l'attenzione dei frettoloso passanti e far in modo che i bambini riescano a dispensar tutti i volantini. Infine Ryotaro dice a Kahoko che, come Paganini ha ispirato Liszt così il modo di suonar il violino della ragazza ha ispirato lui; a queste parole Kahoko non può far altro che arrossire.                                                                                      |                   |         |
| 24                         | Un'armonia che riempie il cuore 「心満たすハーモニー」 - Kokoro mitasu HARMONY | 18 marzo 2007     |         |
| 24                         | Sul tetto della scuola dove va per esercitarsi Kahoko incontra Ren il quale le consegna un biglietto omaggio per il concerto di beneficenza che terra assieme alla madre; il giorno dopo al parco, dove entrambi sono andati per far pratica, Kazuki invita la ragazza in un negozio di dolciumi. Inoltre sia Lili che Keiichi la incoraggiano, quest'ultimo dicendole che la sua musica le è entrata nel cuore. Poco prima dell'inizio del concerto Kahoko ha un ultimo scambio di vedute con Ren. All'interno dell'auditorium la giovane incontra anche tutti gli altri partecipanti al concorso, ognuno di loro ha difatti ricevuto un biglietto dalla madre di Ren: al termine del concerto Kahoko informa gli amici che all'ultima selezione suonerà il brano che più sente vicino a lei in questo momento e che per suonarlo al meglio ce la sta mettendo tutta. Invita infine la dolce Shoko ad andar a mangiar una torta in pasticceria. |                   |         |
| 25                         | L'amata Ave Maria 「愛しのアヴェ・マリア」 - Itoshi no AVE MARIA | 25 marzo 2007     |         |
| 25                         | È il giorno dell'ultima selezione e tutti rimangono sorpresi nel sapere che Azuma è tornato dall'Inghilterra, vi si era difatti recato solo per annullar il trasferimento. Kahoko si trova nei camerini per cambiarsi d'abito, ma viene interrotta da una brutta notizia, e cioè Manami si è slogata un braccio cadendo alla bicicletta e non può accompagnarla durante l'esecuzione; Kahoko dovrebbe esser oltretutto proprio la prima ad esibirsi, ma Megumi si offre di sostituirla. Ci si accorda così per modificar l'ordine delle esibizioni, per dar così il modo alle due di far pratica assieme. Il primo è così Azuma, che gli ha fatto capire le ragioni della verità e dell'inganno; Kahoko ringrazia poi Kazuki per essergli stato sempre a fianco spronandola costantemente a suonare con passione, le è riconoscente per tutto l'incoraggiamento offertogli. Anche Shoko pare migliorata, non è più nervosa e incerta come all'inizio del concorso, Keiichi invece ha cambiato violoncello per adattarlo allo stile più barocco della sua ultima esecuzione: Kahoko ringrazia anche lui per le molte cose che gli insegnato sulla musica. Dopo Ren, la prima persona che le ha fatto conoscere la bellezza del suono del violino, Kahoko si prepara perché è quasi il suo turno; anche Ryotaro ha suonato il suo pezzo - non sarebbe mai stata capace di arrivare fino a quel punto senza il duo aiuto - tocca a Kahoko la quale si presenta in uniforme scolastica per suonare l'Ave Maria di Shubert. Ringrazia sentitamente e con tutto il suo cuore il violino per i molti incontri e ricordi meravigliosi che gli ha donato; infine ringrazia anche Lili per averla introdotta alla musica. Al termine della selezione i 5 compagni di concorso di Kahoko eseguono in suo onore il Salut d'Amour di Edward Elgar (Liebesgruss, per violino e piano Op.12) |                   |         |
| SP                         | Un'estate di Encore 「ひと夏のアンコール」 - Hito natsu no ankōru | solo in DVD       |         |
| SP                         | Il preside ha organizzato un campo d'addestramento di 3 giorni |                   |         |

### ~Secondo Passo~
| Nº                          | Titolo italiano (traduzione letterale) Giapponese 「Kanji」 - Rōmaji | In onda       | In onda |
| Nº                          | Titolo italiano (traduzione letterale) Giapponese 「Kanji」 - Rōmaji | Giapponese    |         |
| ~Secondo Passo~ (2 episodi) |                                                                      |               |         |
| 1                           | Primo movimento 「第一楽章」 - Daiichigakushō                        | 26 marzo 2009 |         |
| 2                           | Secondo movimento 「第二楽章」 - Dainigakushō                        | 5 giugno 2009 |         |

### Blue♪Sky
| Nº                    | Giapponese 「Kanji」 - Rōmaji                             | In onda        | In onda |
| Nº                    | Giapponese 「Kanji」 - Rōmaji                             | Giapponese     |         |
| Blue♪Sky (12 episodi) |                                                           |                |         |
| 1                     | 「はじきりのパルティータ」 - Haji kiri no parutīta        | 5 aprile 2014  |         |
| 2                     | 「溜息とアヴェ・マリア」 - Tameiki to Ave Maria           | 12 aprile 2014 |         |
| 3                     | 「実験はメロディ」 - Jikken wa merodi                     | 19 aprile 2014 |         |
| 4                     | 「夏色のアインザッツ」 - Natsuiro no ainzattsu            | 26 aprile 2014 |         |
| 5                     | 「英雄たちのアイーダ」 - Eiyū-tachi no aīda               | 3 maggio 2014  |         |
| 6                     | 「禁断のパッセージ」 - Kindan no passēji                  | 10 maggio 2014 |         |
| 7                     | 「彷徨いのラプソディ」 - Samayoi no rapusodi              | 17 maggio 2014 |         |
| 8                     | 「気高き薔薇のブリランテ」 - Kedakaki bara no burirante   | 24 maggio 2014 |         |
| 9                     | 「咆哮のタランテラ」 - Hōkō no tarantera                  | 31 maggio 2014 |         |
| 10                    | 「記憶のダ・カーポ」 - Kioku no da kāpo                   | 7 giugno 2014  |         |
| 11                    | 「愛憎のエレジー」 - Aizō no erejī                        | 14 giugno 2014 |         |
| 12                    | 「青空のグランド・フィナーレ」 - Aozora no gurando fināre | 22 giugno 2014 |         |